# Chauliodus schmidti
Chauliodus schmidti – gatunek morskiej ryby głębinowej z rodziny wężorowatych (Stomiidae). Występuje we wschodnim Atlantyku. Osiąga długość do 23,0 cm.